# Tovomita paniculata
Tovomita paniculata är en tvåhjärtbladig växtart som först beskrevs av Spreng., och fick sitt nu gällande namn av Jacques Cambessèdes. Tovomita paniculata ingår i släktet Tovomita och familjen Clusiaceae. Inga underarter finns listade i Catalogue of Life.